# Висхаджинцы
Религиозное общество чеченцев, учреждённое харизматическим учителем Вис-Хаджи Загиевым, ставшее ответвлением от общества его учителя Чин-Мирзы. Поскольку Загиев начал свой проповеднический путь с окрестностей казахстанского города Атбасара, он получил прозвище «Атбасарский шейх».
Вис-хаджи сообщил мюридам Чин-Мирзы, что в духовном мире им установлена прямая связь с первоучителем Кунта-Хаджи. На этом основании, он произвёл ряд изменений в вероучении с целью направить мюридов по «чистому пути». В частности, он включил чеченскую скрипку в число инструментов, используемых в ритуале зикра. Отличительным признаком висхаджийцев стало использование белых косматых папах, из-за чего они получили прозвище «белошапочников» или «вирда белошапочников». По мнению висхаджинцев, это обрядовое нововведение в 50-60 раз усиливает силу намаза. Кроме того, он проповедовал, что после смерти мюридов будет ожидать не рай, а особый мир — Хазрат Мохк. 
Другим важным преобразованием кадирийской традиции в вирде Вис-Хаджи было допущение женщин к полноправному участию в ритуале зикра, что соответствует чеченским традициям.

Исследователь Сергей Кургинян прописывает это самое молодое общество (вирд) в системе тарикатов суфийского ислама следующим образом:
В 50-е годы в Целиноградской области Казахской ССР среди выселенных туда чеченцев образовался самый молодой и радикальный вирд Кадирийи — вирд Вис-Хаджи Загиева.
Своим отношением к внешнему миру висхаджинцы напоминали старообрядцев-беспоповцев: они общались только с членами своего вирда, не использовали одежды, произведённой заводским способом, заключали браки только внутри вирда.